# Ingrid Aliaga
Ingrid Yadyra Aliaga Fernández (Lima, 15 de diciembre de 1991) es una ajedrecista              y economista peruana. Tiene el título de Maestra Internacional, ganadora del Campeonato Mundial de Ajedrez en 2017  Campeona Nacional Femenino del Perú en 2017  Medalla de Oro en los  Juegos Bolivarianos del Bicentenario modalidad blitz equipo mixto   y está considerada en la lista de las mejores jugadoras del Perú.

## Biografía
Es Maestra Internacional de Ajedrez y economista , este deporte la ha llevado a representar a nuestro país en torneos Sudamericanos, Panamericanos, Continentales, así como Olimpiadas  y campeonatos mundiales en los cuales ganó medallas de oro, plata  y bronce para el Perú. Empezó en el ajedrez a la edad de 8 años de la mano de su padre, como toda la inmensa cantera de ajedrecistas peruanos y años más tarde, en la Federación Peruana de Ajedrez. En los nacionales juveniles femeninos ha logrado los campeonatos en las categorías sub-10, sub-12, sub-14, sub-16, sub-18 y sub-20, así como los nacionales de mayores femeninos, donde logró salir victoriosa seis veces.

## Palmarés
- Medalla de plata Categoría Sub-12 Femenino en el XIV Festival Panamericano de Ajedrez de la Juventud (Bogotá, Colombia) (2003)
- Participación en el XV Festival Panamericano de Ajedrez de la Juventud (Bogotá, Colombia) (2004)
- Participación como 3.er tablero de Perú en la Olimpiada de Ajedrez de Calviá (Islas Baleares-España) (2004).
- Medalla de oro Categoría Sub-16 Femenino en el XVII Campeonato Panamericano Juvenil de Ajedrez (Cuenca, Ecuador) (2006)
- Participación como 3.er tablero de Perú en la Olimpiada de Ajedrez en Turín (Italia) (2006).
- Medalla de oro en el Campeonato Nacional Femenino de Ajedrez (2006)
- Medalla de oro Categoría Sub-17 en el I Campeonato Sudamericano Escolar de Ajedrez (Córdoba, Argentina) (2007)
- Primer lugar en el Torneo Nacional Selectivo Pre-Continental Femenino (2007)
- Participación en el Campeonato Continental Femenino en Buenos Aires, Argentina (2007)
- Medalla de oro en el VI Campeonato Nacional Femenino Categoría Mayores (Tacna, Perú) (2007)
- Medalla de bronce en el XVIII Campeonato Panamericano Juvenil de Ajedrez (Medellín, Colombia) (2007)
- Medalla de oro en el IV Campeonato Sudamericano de Ajedrez Sub-20 (Montevideo, Uruguay) (2008)
- Medalla de oro en el Campeonato Nacional Femenino de Ajedrez (2006)
- Medalla de oro en el VIII Campeonato Nacional Femenino de Ajedrez (2009)
- Medalla de oro Categoría Sub-18 Femenino en el XX Campeonato Panamericano Juvenil de Ajedrez (Mar del Plata, Argentina) (2009)
- Participación como tablero de Perú en la Olimpiada de Ajedrez de Khanty Mansiysk (Rusia) (2010).
- Medalla de oro en el XI Campeonato Nacional Femenino de Ajedrez (2010)
- Medalla de oro en el X Campeonato Nacional Femenino de Ajedrez (2011)
- Medalla de oro en el XI Campeonato Nacional Femenino de Ajedrez (2012)
- Participación como tablero de Perú Olimpíada de ajedrez tuvo lugar en Estambul, Turquía, del 27 de agosto al 10 de septiembre de 2012
- Medalla de oro en el X Campeonato Nacional Femenino de Ajedrez (2013)
- Medalla de oro en el XI Campeonato Nacional Femenino de Ajedrez (2016)
- Participación como tablero de Perú en la Olimpiada de Ajedrez en Azerbayan (2016).
- Medalla de oro en el X Campeonato Nacional Femenino de Ajedrez (2017)
- Medalla de bronce en el Campeonato Continental Femenino de Ajedrez (2017) y Clasificación a la Copa Mundial Femenino FIDE 2018, en Khanty-Mansiysk, Rusia
- Medalla de oro en el Nacional Femenino de Ajedrez (2019) y clasificación a las Olimpiadas 2020
- Medalla de bronce en el Sudamericano Femenino de Mayores modalidad clásica 2023
- Medalla de oro en el Sudamericano Femenino de Mayores modalidad rápidas 2023
- Medalla de bronce en el Sudamericano Femenino de Mayores modalidad blitz 2023
- Medalla de bronce en el Nacional Femenino de Mayores modalidad clásica 2024
- Medalla de plata en el Sudamericano Femenino de Mayores modalidad clásica 2024
- Medalla de oro en el Sudamericano Femenino de Mayores modalidad blitz 2024
- Participación como tablero de Perú Olimpíada de ajedrez 2024
- Medalla de oro en los Juegos Bolivarianos por equipos modalidad blitz2024
- Medalla de plata en los Juegos Bolivarianos por equipos modalidad rápidas 2024
- Medalla de plata en los Juegos Bolivarianos modalidad blitz 2024